# 12-Stunden-Rennen von Sebring 1954

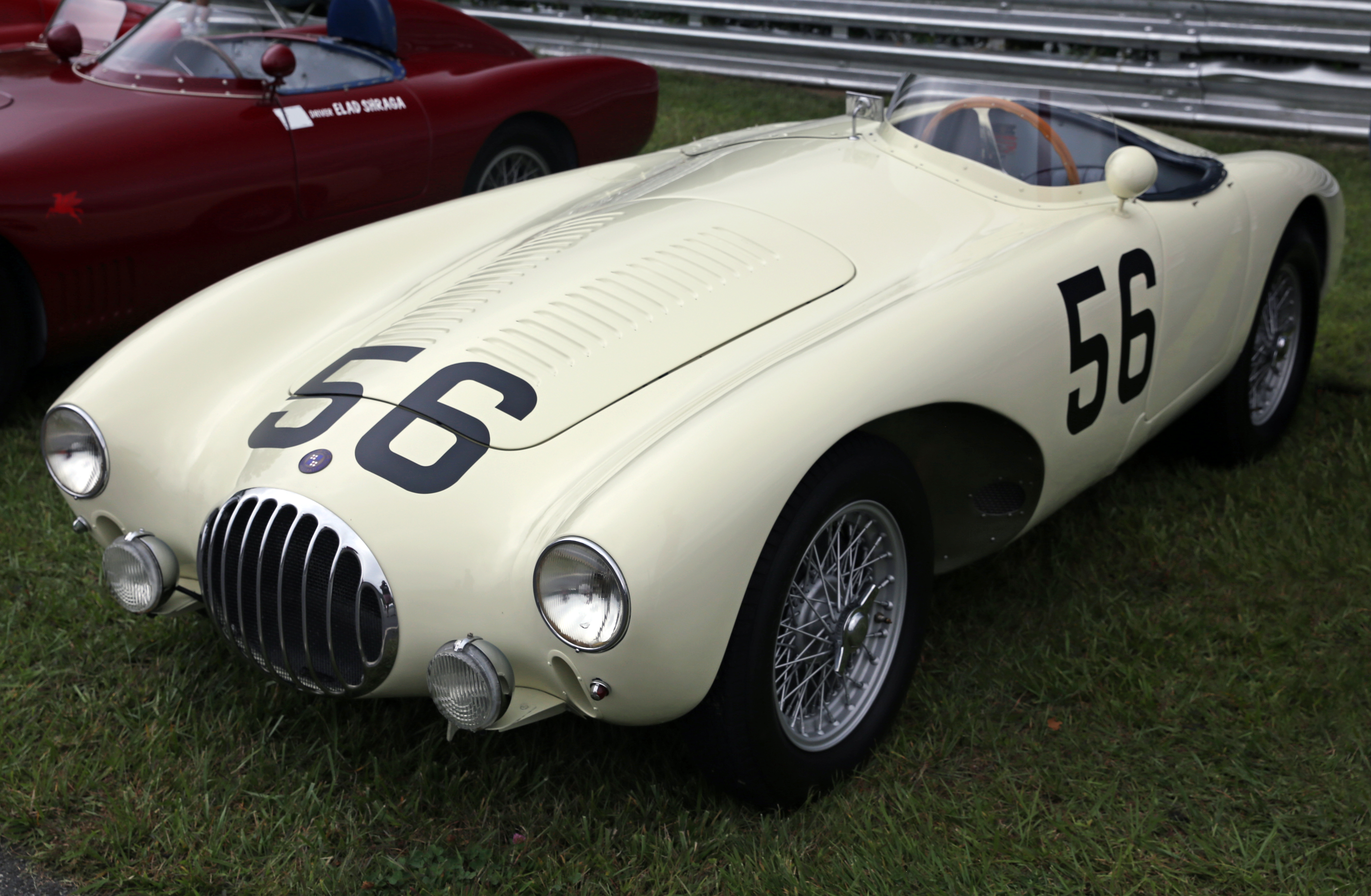
Osca MT4 1450; Siegerwagen von Bill Lloyd und Stirling Moss

Das dritte  12-Stunden-Rennen von Sebring, auch 12 h Sebring Florida International 12-Hour Grand Prix of Endurance at Sebring, Sebring, fand am 7. März 1954 auf dem Sebring International Raceway statt und war der zweite Wertungslauf der Sportwagen-Weltmeisterschaft dieses Jahres.

## Das Rennen
Nach nur drei Jahren, das erste Rennen wurde 1952 ausgefahren, hatte sich das Langstreckenrennen auf dem ehemaligen Flughafengelände in der Nähe von Sebring zum wichtigsten internationalen Sportwagenrennen der USA entwickelt. Seit 1953 zählte die Veranstaltung auch zur Sportwagen-Weltmeisterschaft. Mit 89 Meldungen konnte das Rennen einen Rekord an Anfragen verzeichnen. Aus Europa kam Lancia gleich mit vier Werkswagen nach Florida. Alle vier waren D24, von denen allerdings nur ein Fahrzeug in die Endwertung kam. Der Wagen mit der Startnummer 59, gefahren vom dominikanischen Herrenfahrer und Playboy Porfirio Rubirosa und dem Italiener Luigi Valenzano, der von den anwesenden Motorsportjournalisten als der langsamste Werkswagen eingeschätzt wurde, erreichte den zweiten Endrang. Piero Taruffi und Robert Manzon wurden wegen unerlaubten Anschiebens disqualifiziert; der Wagen von Alberto Ascari und Luigi Villoresi hatte einen Bremsdefekt, und Juan Manuel Fangio und Eugenio Castellotti schieden nach einem Bruch der Hinterachse aus.
Auch die Scuderia Ferrari gab Meldungen für zwei Fahrzeuge ab, erschien aber nicht zu Training und Rennen. Am Start war jedoch Maserati mit einem Maserati A6GCS/53 der von Luigi Musso und Ferdinando Gatta gefahren wurde. Dieses Fahrzeug hatte ebenfalls einen Bremsdefekt. Mit großen Wohlwollen wurde in der US-amerikanischen Motorsportpresse aufgenommen, dass Aston-Martin-Rennleiter John Wyer einen seiner drei Werkswagen den US-Amerikanern Carroll Shelby und Charles Wallace zur Verfügung stellte; keiner der drei DB3S sah jedoch die Zielflagge.
Briggs Cunningham meldete drei unterschiedliche Rennwagen. Einen Cunningham C4-R, einen Ferrari 375MM und in der Klasse für Sportwagen für 1,5-Liter-Hubraum einen Osca MT4, der von Bill Lloyd und Stirling Moss gefahren wurde. Cunningham konnte kurzfristig Moss verpflichten, der auf Grund eines bestehenden Jaguar-Vertrags, der ihm das Engagement mit einem adäquat hubraumstarken Fahrzeug eines anderen Herstellers untersagte, im kleinen Osca Platz nehmen musste.
Das Rennen fand unter widrigen äußerlichen Bedingungen statt. Teilweise gab es heftige Regenfälle, die für schwierige Fahrverhältnisse sorgten. Dieser Umstand bevorteilte die kleineren Fahrzeuge, da die leistungsstarken aber auch schweren Boliden Mühe hatten, die Kraft der Motoren zu meistern. Dieser Umstand spiegelte sich auch in der Endwertung wider. Unter den ersten Fünf der Gesamtwertung lagen drei 1,5-Liter-Osca. Der Sieg ging an Lloyd und Moss mit einem Vorsprung von fünf Runden auf den erwähnten Lancia D24.

## Ergebnisse

### Schlussklassement
| 1               | S 1.5 | 56  | Briggs Cunningham         | Bill Lloyd Stirling Moss | OSCA MT4 1450                | 168 |
| 2               | S 5.0 | 59  | Scuderia Lancia           | Porfirio Rubirosa Luigi Valenzano                                                                                                   | Lancia D24                   | 163 |
| 3               | S 3.0 | 29  | Donald Healey Motor Co.   | Lance Macklin George Huntoon | Austin-Healey 100            | 102 |
| 4               | S 1.5 | 91  | James Simpson             | James Simpson George Colby | OSCA MT4 1450                | 163 |
| 5               | S 1.5 | 61  | Speedcraft Enterprises    | Otto Linton Harry Beck | OSCA MT4 1350                | 161 |
| 6               | S 2.0 | 97  | W. K. Carpenter           | W. K. Carpenter John van Driel | Kieft Sport                  | 158 |
| 7               | S 2.0 | 41  | Richard Cicurel           | Richard Cicurel Jim Pauley | Siata 208S                   | 155 |
| 8               | S 1.1 | 65  | Rees Makins               | Rees Makins Frank Bott | OSCA MT4 1100                | 152 |
| 9               | S 5.0 | 15  | Jake Kaplan               | Jake Kaplan Russ Boss | Jaguar XK 120                | 151 |
| 10              | S 1.5 | 49  | Fernando Segaura          | Fernando Segura Daimo Bojanich | Porsche 550                  | 144 |
| 11              | S 1.5 | 54  | Fred Allen                | Fred Allen Gus Ehrman | Kieft Sport                  | 144 |
| 12              | S 1.5 | 62  | Richard Toland            | Richard Toland Charles Devaney | Denzel 1300 Super            | 142 |
| 13              | S 5.0 | 9   | A. F. Young               | A. F. Young Jack Morton | Jaguar XK 120                | 142 |
| 14              | S 5.0 | 18  | Fred Dagaver              | Fred Dagaver Henry Fanelli | Jaguar XK 120                | 141 |
| 15              | S 1.5 | 50  | Hubert Brundage           | Hubert Brundage William Simpson | Porsche 356 America Roadster | 141 |
| 16              | S 8.0 | 2   | Walter Gray               | Walter Gray Chuck Hall | Allard J2                    | 141 |
| 17              | S 3.0 | 32  | Brooks Stevens            | Jim Field Robert Gary | Excalibur J                  | 141 |
| 18              | S 1.5 | 46  | Evans Hunt                | Howard Hanna Evans Hunt | Porsche 550                  | 136 |
| 19              | S 750 | 74  | C. J. Davis               | Ken Heavlin C. J. Davis | DB HBR                       | 129 |
| 20              | S 1.1 | 67  | John Bentley              | John Bentley Guy Atkins | Siata E                      | 127 |
| 21              | S 1.1 | 66  | Austin Conley             | Austin Conley Norman Christianson                                                                                                   | Siata E                      | 126 |
| 22              | S 5.0 | 64  | Carlton Wilson            | Carlton Wilson Bob Kennedy | Jaguar XK 120                | 124 |
| 23              | S 5.0 | 12  | Charles Schott            | Charles Schott Dave Michaels | Jaguar XK 120                | 111 |
| 24              | S 2.0 | 35  | Alan Patterson            | Alan Patterson Jim Hendricks | Triumph TR2                  | 103 |
| 25              | S 1.5 | 57  | George Moffett            | George Moffett Bob Said | OSCA MT4 1450                | 102 |
| Disqualifiziert |       |     |                           | |                              |     |
| 26              | S 5.0 | 38  | Scuderia Lancia           | Piero Taruffi Robert Manzon | Lancia D24                   | 161 |
| 27              | S 5.0 | 10  | Frank Miller              | John Gordon Bennett Trevor McKenna                                                                                                  | Jaguar C-Type                | 113 |
| Ausgefallen     |       |     |                           | |                              |     |
| 28              | S 5.0 | 19  | Fred Dagaver              | Al Garz Len Lesko | Jaguar XK 120                | 134 |
| 29              | S 8.0 | 1   | Briggs Cunningham         | Briggs Cunningham Sherwood Johnston                                                                                                 | Cunningham C4-R              | 104 |
| 30              | S 5.0 | 5   | Briggs Cunningham         | Phil Walters John Fitch | Ferrari 375MM                | 104 |
| 31              | S 1.5 | 99  | Erwin Goldschmidt         | Victor Herzog Steve Lansing | Kieft Sport                  | 88  |
| 32              | S 5.0 | 37  | Scuderia Lancia           | Alberto Ascari Luigi Villoresi | Lancia D24                   | 87  |
| 33              | S 5.0 | 17  | John Ellwood              | John Schmitt Jack German | Jaguar XK 120                | 82  |
| 34              | S 3.0 | 42  | Aston Martin Ltd.         | Charles Wallace Carroll Shelby | Aston Martin DB3S            | 77  |
| 35              | S 2.0 | 25  | Don McKnought             | Don McKnought William Eager | Maserati A6GCS               | 67  |
| 36              | S 1.5 | 100 | Gleb Derujinsky           | Gleb Derujinsky Don Underwood | Kieft Sport                  | 65  |
| 37              | S 5.0 | 14  | Conrad Janis              | Conrad Janis James Daley | Jaguar XK 120                | 65  |
| 38              | S 5.0 | 7   | William Spear             | Bill Spear Phil Hill | Ferrari 375MM                | 60  |
| 39              | S 1.5 | 48  | James Graham              | James Graham J. Stimpson | Porsche 550                  | 57  |
| 40              | S 5.0 | 36  | Scuderia Lancia           | Juan Manuel Fangio Eugenio Castellotti                                                                                              | Lancia D24                   | 51  |
| 41              | S 2.0 | 44  | George McClellan          | Larry Kulok Harry Grey | Frazer Nash Le Mans Replica  | 50  |
| 42              | S 1.5 | 58  | William Brewster          | William Brewster Henry Rudkin | OSCA MT4 1450                | 47  |
| 43              | S 2.0 | 40  | Officine Alfieri Maserati | Luigi Musso Ferdinando Gatta | Maserati A6GCS/53            | 47  |
| 44              | S 3.0 | 30  | James Brundage            | James Brundage John Orr | Austin-Healey 100            | 36  |
| 45              | S 5.0 | 11  | Walt Hansgen              | Walt Hansgen Paul Timmins | Jaguar C-Type                | 28  |
| 46              | S 1.5 | 59  | Howard Hanna              | William Franklin Ned Curtis | MG Magnette                  | 27  |
| 47              | S 3.0 | 45  | Harry Schell              | Harry Schell Alfonso de Portago | Ferrari 250MM Vignale        | 26  |
| 48              | S 3.0 | 24  | Aston Martin Ltd.         | Peter Collins Pat Griffith | Aston Martin DB3S            | 26  |
| 49              | S 5.0 | 8   | A. F. Young               | Peter Sparacino Raymond Osborne | Jaguar XK 120                | 25  |
| 50              | S 3.0 | 23  | Aston Martin Ltd.         | Reg Parnell Roy Salvadori | Aston Martin DB3S            | 24  |
| 51              | S 750 | 70  | Miles Collier             | Bret Hannaway Miles Collier | Bandini                      | 21  |
| 52              | S 3.0 | 26  | William Wellenberg        | William Wellenberg William Wonder                                                                                                   | Austin-Healey 100            | 20  |
| 53              | S 3.0 | 33  | Mike Rothschild           | Mike Rothschild George Hunt | Healey Silverstone           | 17  |
| 54              | S 750 | 689 | Isabelle Haskell          | Roger Wing Karl Brocken | Siata 308BC                  | 17  |
| 55              | S 750 | 72  | George Schrafft           | Phil Stiles George Schrafft | Palm Beach Special           | 16  |
| 56              | S 3.0 | 31  | Brook Stevens             | Hal Ullrich Ham Reidy | Excalibur J                  | 10  |
| 57              | S 8.0 | 98  | Erwin Goldschmidt         | Erwin Goldschmidt Johnny Rocco | Allard J2R                   | 9   |
| 58              | S 3.0 | 27  | Joseph Guibardo           | Joseph Guibardo Phil Smyth | Austin-Healey 100            | 3   |
| 59              | S 3.0 | 28  | Brook Stevens             | Dick Irish Ralph Knudson | Excalibur J                  | 1   |
| Nicht gestartet |       |     |                           | |                              |     |
| 60              | S 3.0 | 20  | George Tilp               | Randolph Pearsall George Tilp Walt Hansgen                                                                                          | Aston Martin DB2             | 1   |
| 61              | S 1.5 | 20  | John Ellwood              | John Schmidt John German | Porsche 550                  | 2   |
| 62              | S 1.5 | 63  | Dickson Yates             | Dickson Yates Duncan Black | MG TC                        | 3   |
| 63              | S 5.0 | T   | Scuderia Lancia           | Porfirio Rubirosa Luigi Valenzano Piero Taruffi Robert Manzon Alberto Ascari Luigi Villoresi Juan Manuel Fangio Eugenio Castellotti | Lancia D24                   | 4   |
| 64              | S 350 | 75  | Bill Wood                 | Bill Wood John Moncur | Rex Mercury Marine           | 5   |

1 Schaden an der Kraftübertragung
2 nicht gestartet
3 kein Öldruck
4 Trainingswagen
5 Technische Abnahme nicht bestanden

### Nur in der Meldeliste
Hier finden sich Teams, Fahrer und Fahrzeuge, die ursprünglich für das Rennen gemeldet waren, aber aus den unterschiedlichsten Gründen daran nicht teilnahmen.
| Pos. | Klasse | Nr. | Team               | Fahrer                              | Chassis                  |
| ---- | ------ | --- | ------------------ | ----------------------------------- | ------------------------ |
| 65   | S 5.0  |     | Jack Sheppard      | George Huntoon Miles Collier        | Jaguar XK 120C           |
| 66   | S 5.0  |     | David Hirsch       | David Hirsch                        | Jaguar XK 120C           |
| 67   | S 5.0  |     | Arthur Feuerbacher | Charles Wallace Roger Wing          | Jaguar XK 120C           |
| 68   | S 5.0  |     | Allen Guiberson    | Allen Guiberson                     | Ferrari 340MM            |
| 69   | S 5.0  |     | Jim Kimberly       | Jim Kimberly Ed Lunken              | Ferrari 340 America      |
| 70   | S 5.0  |     | Arthur Feuerbacher | Dick Thompson William Kinchloe      | Jaguar XK 120C           |
| 71   | S 2.0  |     | Robert Grier       | Robert Grier René Dreyfus           | Frazer Nash Mille Miglia |
| 72   | S 5.0  |     | Scuderia Ferrari   | José Froilán González Mike Hawthorn | Ferrari 375MM            |
| 73   | S 2.0  |     | Harry Schell       | Alfonso de Portago Harry Schell     | Maserati A6GCS           |
| 74   | S 5.0  |     | Scuderia Ferrari   | Giuseppe Farina Umberto Maglioli    | Ferrari 375 Plus         |
| 75   | S 8.0  |     | Bob Said           | Bob Said                            | Kurtis 500S              |
| 76   | S 3.0  |     | Bruce Bailey       | Bruce Bailey                        | Austin-Healey 100        |
| 77   | S 1.1  |     | Annie Bousquet     | Annie Bousquet Gilberte Thirion     | Gordini T17S             |
| 78   | S 1.5  |     |                    | Richard Hagy Huggett                | Volkswagen 1200          |
| 79   | S 2.0  |     | Jim Robinson       | Jim Robinson                        | Arnolt Bolide            |
| 80   | S 750  |     | Deutsch & Bonnet   | François Crouzet Wade Morehouse     | DB HBR                   |
| 81   | S 5.0  | 3   | David Hirsch       |                                     | Ferrari 375 Plus         |
| 82   | S 5.0  | 6   | Peter Yung         | Peter Yung Robert Yung              | Ferrari 375 Plus         |
| 83   | S 5.0  | 8   | A. F. Young Jr.    | Austin Yung Jack Morton             | Chevrolet Corvette       |
| 84   | S 3.0  | 21  | Robert Publicker   | Robert Publicker Henry Wessells     | Ferrari 250MM            |
| 85   | S 2.0  | 45  | Paul Ceresole      | Paul Ceresole                       | Kieft Sport              |
| 86   | S 1.5  | 47  | Howard Hanna       | Evans Hunt James Carson             | Porsche 550              |
| 87   | S 1.5  | 60  | James Keeley       | James Keeley Don Underwood          | MG TD                    |
| 88   | S 1.5  | 64  | Charleton Wilson   | Charleton Wilson Henry Lindenmeier  | MG TC                    |
| 89   | S 1.5  | 68  | C. J. Davis        | Bernard Kerner Max Goldman          | DB HBR                   |

### Klassensieger
| Klasse | Fahrer            | Fahrer          | Fahrzeug          | Platzierung im Gesamtklassement |
| ------ | ----------------- | --------------- | ----------------- | ------------------------------- |
| S 8.0  | Walt Gray         | Chuck Hall      | Allard J2         | Rang 16                         |
| S 5.0  | Porfirio Rubirosa | Luigi Valenzano | Lancia D24        | Rang 2                          |
| S 3.0  | Lance Macklin     | George Huntoon  | Austin Healey 100 | Rang 3                          |
| S 2.0  | Bill Carpenter    | John van Driel  | Kieft Sport       | Rang 6                          |
| S 1.5  | Bill Lloyd        | Stirling Moss   | Osca MT4 1450     | Gesamtsieg                      |
| S 1.1  | Rees Makins       | Frank Bott      | Osca MT4 1100     | Rang 8                          |
| S 750  | Ken Heavlin       | C. J. Davis     | DB HBR            | Rang 19                         |

### Renndaten
- Gemeldet: 89
- Gestartet: 59
- Gewertet: 25
- Rennklassen: 7
- Zuschauer: unbekannt
- Wetter am Renntag: kalt und trocken
- Streckenlänge: 8,369 km
- Fahrzeit des Siegerteams: 12:00:00,000 Stunden
- Gesamtrunden des Siegerteams: 168
- Gesamtdistanz des Siegerteams: 1405,923 km
- Siegerschnitt: 117,160 km/h
- Pole-Position: unbekannt
- Schnellste Rennrunde: Alberto Ascari – Lancia D24 (#37) – 3:32,000 = 142,108 km/h
- Rennserie: 2. Lauf zur Sportwagen-Weltmeisterschaft 1954